# Ourense Club de Fútbol
El Ourense Club de Fútbol, S. A. D. es un club de fútbol español del barrio de A Ponte en la ciudad de Orense. Fue el primer club del fútbol español que se transformó en sociedad anónima deportiva militando en la Tercera División. En la temporada 23-24 compitió en el Grupo I de la Segunda Federación alcanzado el ascenso a Primera Federación el 28 de abril de 2024. 
Aunque durante sus primeras décadas de vida disputó sus partidos como local en el campo municipal de Oira, tras la desaparición de CD Ourense pasó a jugar en el Estadio de O Couto, de titularidad pública.

## Historia
Fue fundado en 1977 con el nombre de Puente Club de Fútbol, cambiando su nombre por el de Ponte Ourense Club de Fútbol en 1996. En julio de 2014 cambió su nombre de Ponte Ourense Club de Fútbol por el de Ourense Club de Fútbol para participar en el campeonato de Primera Autonómica.
En la temporada 2019/20 estuvieron a punto de ascender a la Segunda División B, quedando segundos en la liga regular y llegando a la final de la eliminatoria de ascenso, en donde solamente les faltó un gol para conseguir el ascenso, que finalmente recayó en manos de la Sociedad Deportiva Compostela.
Finalmente, en la temporada 2021-2022 consiguen un hito histórico logrando el ascenso a la Segunda Federación, competición de ámbito nacional, recientemente creada como puente entre la antigua 2ª División B y la 3ª División.
En la temporada 2023/2024 lograron quedar primeros en el Grupo I de la Segunda Federación, ascendiendo así a la Primera Federación por primera vez en su historia.

## Estadio
El Ourense C.F. diputa sus partidos como local en el Estadio de O Couto, con capacidad para 5659 espectadores, distribuidos en tres gradas. El campo tiene unas dimensiones de 105 × 68 metros con césped de hierba natural.
Grada Tribuna: 1811 espectadores; Grada Preferencia: 2231 espectadores; Grada Fondo: 1617 espectadores.

## Datos del club
- Temporadas en 1.ª: 0
- Temporadas en 2.ª: 0
- Temporadas en 1ª Federación: 1
- Temporadas en 2ª Federación: 2
- Temporadas en 3.ª Federación: 14

## Plantilla
- En 1.ª y 2.ª desde la temporada 1995-96 los jugadores con dorsales superiores al 25 son, a todos los efectos, jugadores del filial y como tales, podrán compaginar partidos con el primer y segundo equipo. Como exigen las normas de la LFP, los jugadores de la primera plantilla deberán llevar los dorsales del 1 al 25. Del 26 en adelante serán jugadores del equipo filial.
- Como exigen las normas de la RFEF desde la temporada 2019-20 en 2ªB y desde la 2020-21 para 3.ª, los jugadores de la primera plantilla deberán llevar los dorsales del 1 al 22, reservándose los números 1 y 13 para los porteros y el 25 para un eventual tercer portero. Los dorsales 23, 24 y del 26 en adelante serán para los futbolistas del filial, y también serán fijos y nominales.[3]
- Un canterano debe permanecer al menos tres años en edad formativa en el club (15-21 años) para ser considerado como tal.[4][5] Un jugador de formación es un jugador extranjero formado en el país de su actual equipo entre los 15 y 21 años (Normativa UEFA).
- Según normativa UEFA, cada club solo puede tener en plantilla un máximo de tres jugadores extracomunitarios que ocupen plaza de extranjero. La lista incluye solo la principal nacionalidad de cada jugador. Algunos de los jugadores no europeos tienen doble nacionalidad de algún país de la UE:
  - Amin Bouzaig posee la doble nacionalidad marroquí y española.
  - Jerin Ramos posee la doble nacionalidad caboverdiana y española.
  - Kensly Vázquez posee la doble nacionalidad haitiana y española.

Leyenda:
- Canterano:
- Pasaporte europeo:
- Extracomunitario sin restricción:
- Extracomunitario:
- Formación:
- Cedido al club:
- Cedido a otro club:

## Rivalidad
A raíz de la disolución del Club Deportivo Ourense, la ciudad se quedaba sin un representante que llevara como estandarte su nombre y sin un equipo que ocupase el Estadio de O Couto. La solución fue que el segundo conjunto en cuanto a historia dentro de la ciudad, el Ourense Club de Fútbol, se apropiara del nombre y del uso del campo (antes, Ponte Ourense Club de Fútbol y jugaba sus encuentros como local en el Estadio Municipal de Oira). Esta situación fue bastante conflictiva y dio lugar a enfrentamientos entre los clubes, puesto que los antiguos aficionados lo veían como un intento de apropiación indebida de una identidad a la que no le correspondía por ser un club rival y estar mayormente ligado a un único barrio de la ciudad, A Ponte, en lugar de a todo Ourense. En la actualidad, ambos equipos juegan como locales en el estadio y a su vez llevan el nombre de la ciudad en su identificación. En la temporada 18-19 fue la primera vez en la que los dos se encuentran jugando la misma competición.